# Stefanie Köhle
Stefanie Köhle (ur. 6 czerwca 1986 w Landeck) – austriacka narciarka alpejska, specjalizująca się w konkurencjach technicznych. Na arenie międzynarodowej po raz pierwszy pojawiła się 5 grudnia 2011 roku w Hochgurgl, gdzie w zawodach FIS Race zajęła 61. miejsce w slalomie. W 2004 roku wystartowała na mistrzostwach świata juniorów w Mariborze, gdzie jej najlepszym wynikiem było 38, miejsce w slalomie. Wystąpiła też na rozgrywanych dwa lata później mistrzostwach świata juniorów w Quebecu, gdzie była między innymi dziewiąta w supergigancie. W zawodach Pucharu Świata zadebiutowała 27 października 2007 roku w Sölden, zajmując 24. miejsce w gigancie. Tym samym już w swoim debiucie zdobyła pierwsze pucharowe punkty. Na podium zawodów PŚ jedyny raz stanęła 27 października 2012 roku w Sölden, kończąc giganta na trzeciej pozycji. W zawodach tych wyprzedziły ją jedynie Słowenka Tina Maze i kolejna Austriaczka, Kathrin Zettel. Najlepsze wyniki w Pucharze Świata osiągnęła w sezonie 2011/2012, kiedy to w klasyfikacji generalnej zajęła 35. miejsce, a w klasyfikacji giganta była 11. Nie brała udziału w igrzyskach olimpijskich ani w mistrzostwach świata.

## Osiągnięcia

### Mistrzostwa świata juniorów
| Miejsce | Dzień     | Rok  | Miejscowość | Konkurencja | Czas biegu  | Strata  | Zwyciężczyni         |
| ------- | --------- | ---- | ----------- | ----------- | ----------- | ------- | -------------------- |
| 48.     | 10 lutego | 2004 | Maribor     | Zjazd       | 1:12,23 min | +4,79 s | Maria Riesch         |
| 38.     | 12 lutego | 2004 | Maribor     | Supergigant | 1:26,79 min | +8,30 s | Nadia Fanchini       |
| 30.     | 3 marca   | 2006 | Québec      | Zjazd       | 1:13,51 min | +3,03 s | Marianne Abderhalden |
| 9.      | 5 marca   | 2006 | Québec      | Supergigant | 1:10,96 min | +1,43 s | Anna Fenninger       |
| 22.     | 7 marca   | 2006 | Québec      | Gigant      | 2:22,43 min | +3,23 s | Tina Weirather       |

### Puchar Świata

#### Miejsca w klasyfikacji generalnej
- sezon 2007/2008: 116.
- sezon 2008/2009: 45.
- sezon 2009/2010: 69.
- sezon 2010/2011: 74.
- sezon 2011/2012: 35.
- sezon 2012/2013: 35.
- sezon 2013/2014: 76.

#### Miejsca na podium chronologicznie
| Nr | Dzień           | Rok  | Miejscowość | Konkurencja   | Czas zawodów | Poz. | Strata | Zwyciężczyni |
| -- | --------------- | ---- | ----------- | ------------- | ------------ | ---- | ------ | ------------ |
| 1. | 27 października | 2012 | Sölden      | Slalom gigant | 2:31,41      | 3.   | + 1,71 | Tina Maze    |